# Campeonato Mundial de Rugby M21 de 2005
El Campeonato Mundial de Rugby M21 de 2005 se disputó en Argentina, fue la cuarta edición del torneo en categoría M21

## Resultados

### Primera Fase
| Pos. | Equipo        | Encuentros | Encuentros | Encuentros | Encuentros | Tantos  | Tantos    | Tantos     | Puntos Totales |
| Pos. | Equipo        | jugados    | ganados    | empatados  | perdidos   | a favor | en contra | diferencia | Puntos Totales |
| ---- | ------------- | ---------- | ---------- | ---------- | ---------- | ------- | --------- | ---------- | -------------- |
| 1    | Sudáfrica     | 3          | 3          | 0          | 0          | 159     | 44        | +115       | 15             |
| 2    | Francia       | 3          | 3          | 0          | 0          | 111     | 90        | +21        | 14             |
| 3    | Australia     | 3          | 3          | 0          | 0          | 99      | 85        | +14        | 12             |
| 4    | Nueva Zelanda | 3          | 2          | 0          | 1          | 195     | 68        | +127       | 12             |
| 5    | Argentina     | 3          | 2          | 0          | 1          | 121     | 63        | +48        | 11             |
| 6    | Gales         | 3          | 1          | 0          | 2          | 70      | 104       | -34        | 7              |
| 7    | Escocia       | 3          | 1          | 0          | 2          | 82      | 72        | +10        | 6              |
| 8    | Inglaterra    | 3          | 1          | 0          | 2          | 95      | 93        | +2         | 6              |
| 9    | Irlanda       | 3          | 1          | 0          | 2          | 77      | 94        | -17        | 5              |
| 10   | Samoa         | 3          | 1          | 0          | 2          | 66      | 101       | -35        | 4              |
| 11   | Italia        | 3          | 0          | 0          | 3          | 63      | 149       | -86        | 3              |
| 12   | Canadá        | 3          | 0          | 0          | 3          | 34      | 209       | -175       | 0              |

|  | Semifinales 1° al 4° puesto |

|  | Semifinales 5° al 8° puesto |

#### Resultados
| 9 de junio | Argentina | 65 - 7 | Canadá |  |  |

| 9 de junio | Inglaterra | 52 - 22 | Samoa |  |  |

| 9 de junio | Irlanda | 23 - 31 | Francia |  |  |

| 9 de junio | Italia | 3 - 83 | Sudáfrica |  |  |

| 9 de junio | Nueva Zelanda | 60 - 15 | Gales |  |  |

| 9 de junio | Escocia | 22 - 28 | Australia |  |  |

| 13 de junio | Argentina | 20 - 25 | Australia |  |  |

| 13 de junio | Irlanda | 29 - 21 | Samoa |  |  |

| 13 de junio | Italia | 40 - 43 | Francia |  |  |

| 13 de junio | Nueva Zelanda | 92 - 7 | Canadá |  |  |

| 13 de junio | Sudáfrica | 34 - 16 | Inglaterra |  |  |

| 13 de junio | Gales | 24 - 8 | Escocia |  |  |

| 17 de junio | Argentina | 36 - 31 | Gales |  |  |

| 17 de junio | Francia | 37 - 27 | Inglaterra |  |  |

| 17 de junio | Italia | 20 - 23 | Samoa |  |  |

| 17 de junio | Nueva Zelanda | 43 - 46 | Australia |  |  |

| 17 de junio | Escocia | 52 - 20 | Canadá |  |  |

| 17 de junio | Sudáfrica | 42 - 25 | Irlanda |  |  |

### Semifinales 9° al 12° puesto
| 21 de junio | Irlanda | 77 - 3 | Canadá |  |  |

| 21 de junio | Italia | 25 - 38 | Samoa |  |  |

### Semifinales 5° al 8° puesto
| 21 de junio | Argentina | 20 - 6 | Inglaterra |  |  |

| 21 de junio | Gales | 25 - 43 | Escocia |  |  |

### Semifinal 1° al 4° puesto
| 21 de junio | Sudáfrica | 16 - 12 | Nueva Zelanda |  |  |

| 21 de junio | Francia | 16 - 28 | Australia |  |  |

### 11° puesto
| 25 de junio | Italia | 30 - 33 | Canadá |  |  |

### 9° puesto
| 25 de junio | Irlanda | 34 - 17 | Samoa |  |  |

### 7° puesto
| 25 de junio | Gales | 32 - 57 | Inglaterra |  |  |

### Quinto puesto
| 25 de junio | Argentina | 39 - 7 | Escocia |  |  |

### Tercer puesto
| 25 de junio | Francia | 21 - 47 | Nueva Zelanda |  |  |

### Final
| 25 de junio | Sudáfrica | 24 - 20 | Australia |  |  |

| Bandera de Sudáfrica |
| Campeón Sudáfrica    |
| Segundo título       |